# Place d'armes
 (août 2016).
Si vous disposez d'ouvrages ou d'articles de référence ou si vous connaissez des sites web de qualité traitant du thème abordé ici, merci de compléter l'article en donnant les références utiles à sa vérifiabilité et en les liant à la section « Notes et références ».

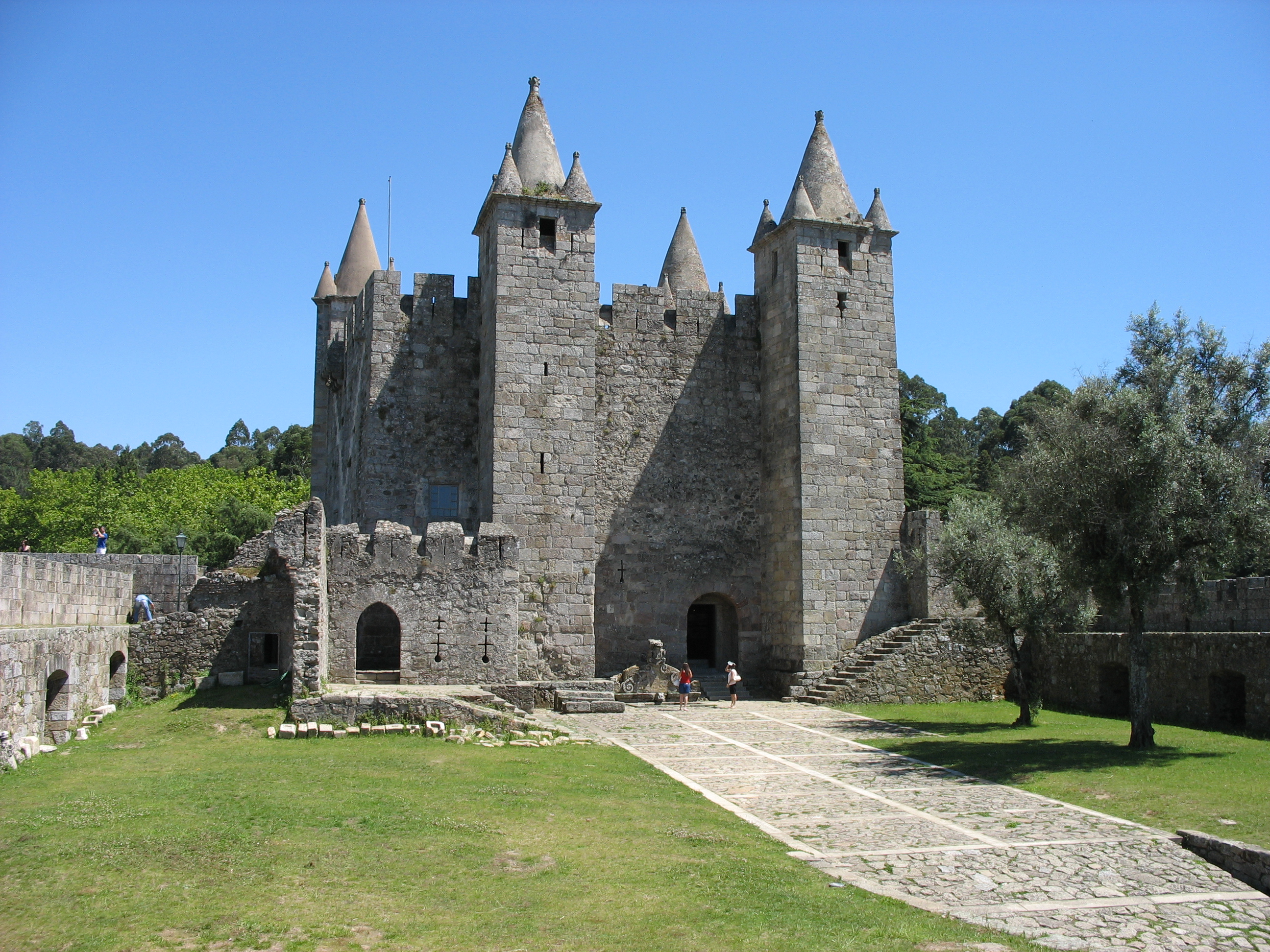
Place d'armes du château de Santa Maria da Feira, Portugal.

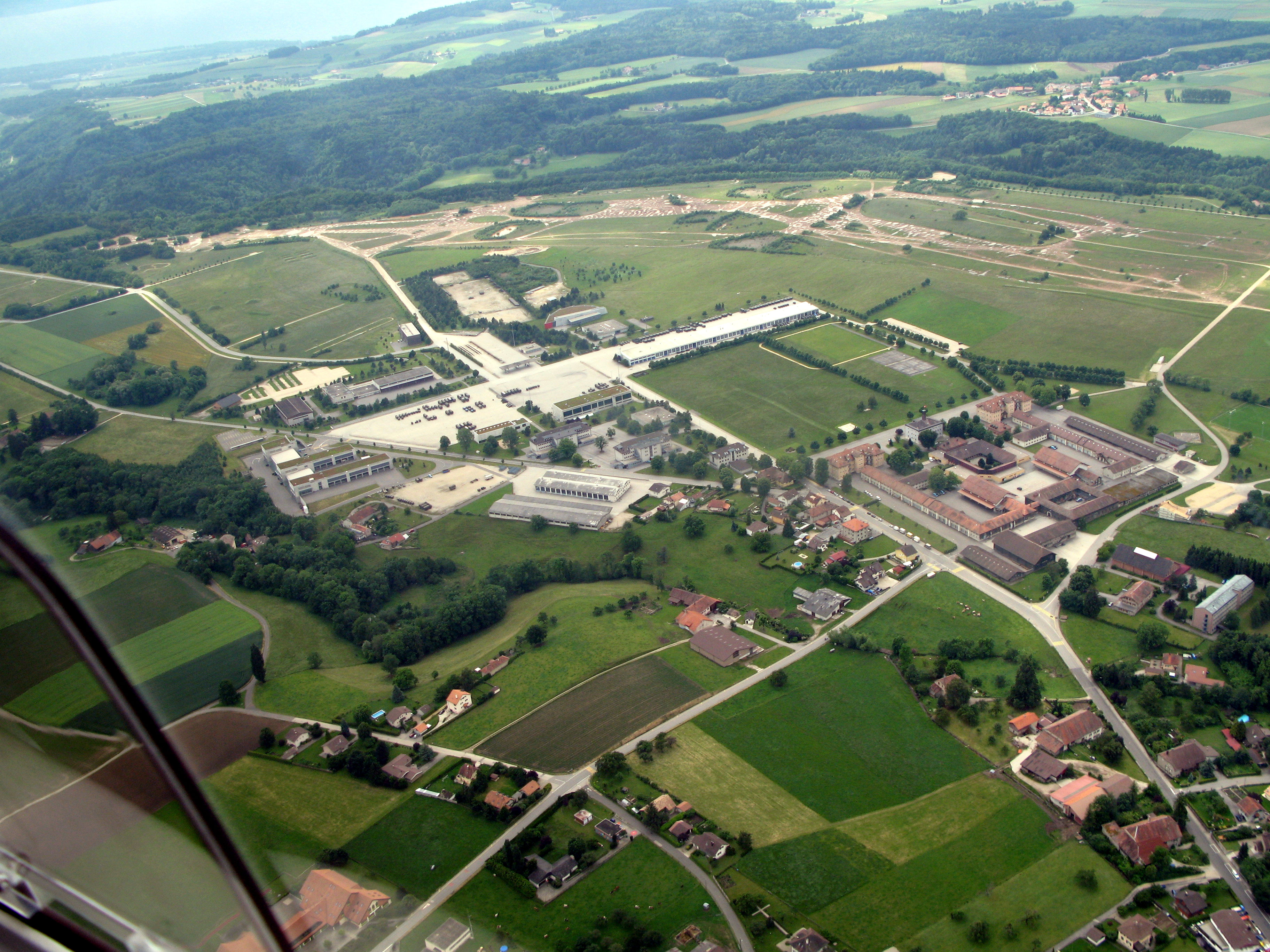
Place d'armes de Bière, Suisse (2007).

Une place d'armes est le lieu de rassemblement d'une petite troupe et un espace central. Située généralement au centre d'une fortification ou caserne, les soldats s'y assemblent pour les revues, les exercices, et les cérémonies importantes de la vie militaire. Des places d'armes sont également aménagées devant le saillant des bastions ou sur le parcours des chemins couverts.

## Historique
Dans une caserne la place d'armes est l'espace central accueillant les cérémonies importantes de la vie militaire, telles que couleurs, défilés, prises d'armes...
Dans un système de fortification, c'est le lieu de rassemblement d'une petite troupe.
La place d'armes peut être un ouvrage intérieur au corps de place s'il se trouve au sein de la ville, du village, de la place fortifiée ou du fort.
C'est une avancée de corps de place si elle est formée par des élargissements du chemin couvert établis de distance en distance, généralement aux angles du tracé.
Elle est appelée place d'armes saillante si elle est établie devant le saillant des bastions ou de la demi-lune, ou place d'armes rentrante à l'angle saillant.
Les réduits de place d'armes sont des ouvrages spéciaux construits à l'intérieur des places d'armes rentrantes pour offrir aux défenseurs un point d'appui sur le chemin couvert. Leur tracé est celui d'un redent très aplati aux crêtes légèrement surélevées au saillant.
Dans un site militaire, une place d'armes ne se traverse jamais en diagonale.

## Présence dans le nom actuel de places urbaines
Plusieurs villes possèdent une « place d'armes » (NB : le mot « armes » prend une majuscule quand il est le nom propre de l'endroit) :

### Algérie
- La place d'Armes d'Oran, rebaptisée « place du 1er-Novembre ».
- La place d'Armes d'Annaba, située au centre de la vieille ville et qui a donné son nom à toute la vieille ville.

### Belgique
- La place d'Armes de Namur

### Canada

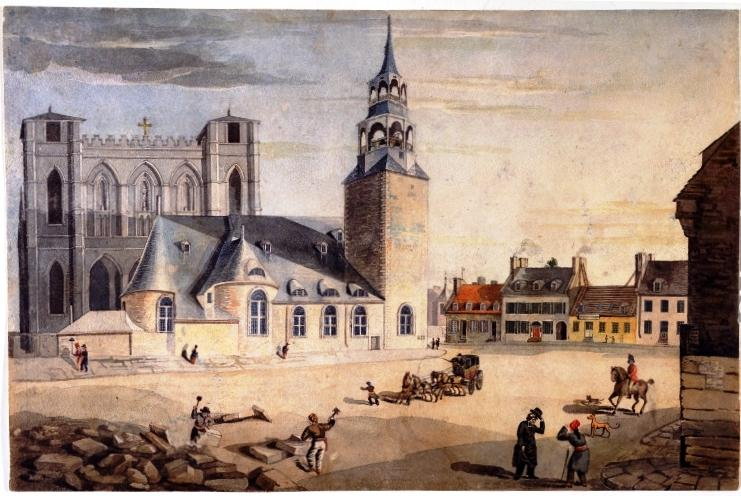
Place d'armes de Montréal en 1828.

Au Canada, les places d'Armes sont liées à la période coloniale française (époque de la Nouvelle-France).
Au Québec, les trois plus anciennes villes de la province comportent une place d'Armes, où les régiments français pouvaient s'exercer.
- La place d'Armes de Montréal.
  - La station de métro Place-d'Armes.
- La place d'Armes de Québec.
- La place d'Armes de Trois-Rivières.
- La place d'Armes de Louisbourg.

### France
- Place d'Armes, Auxonne.
- Place d’Armes, Bastia.
- Place d'Armes, Briançon.
- Place d'Armes, Calais.
- Place d'Armes, Douai.
- Place d'Armes, Fontainebleau.
- Place d'Armes, Metz.
- Place d'Armes, Rodez.
- Place d'Armes, Sedan.
- Place d'Armes, Toulon.
- Place d'Armes, Valenciennes.
- Place d'Armes, Versailles.
- Place du Maréchal-Leclerc à Poitiers, traditionnellement appelée « place d'Armes ».

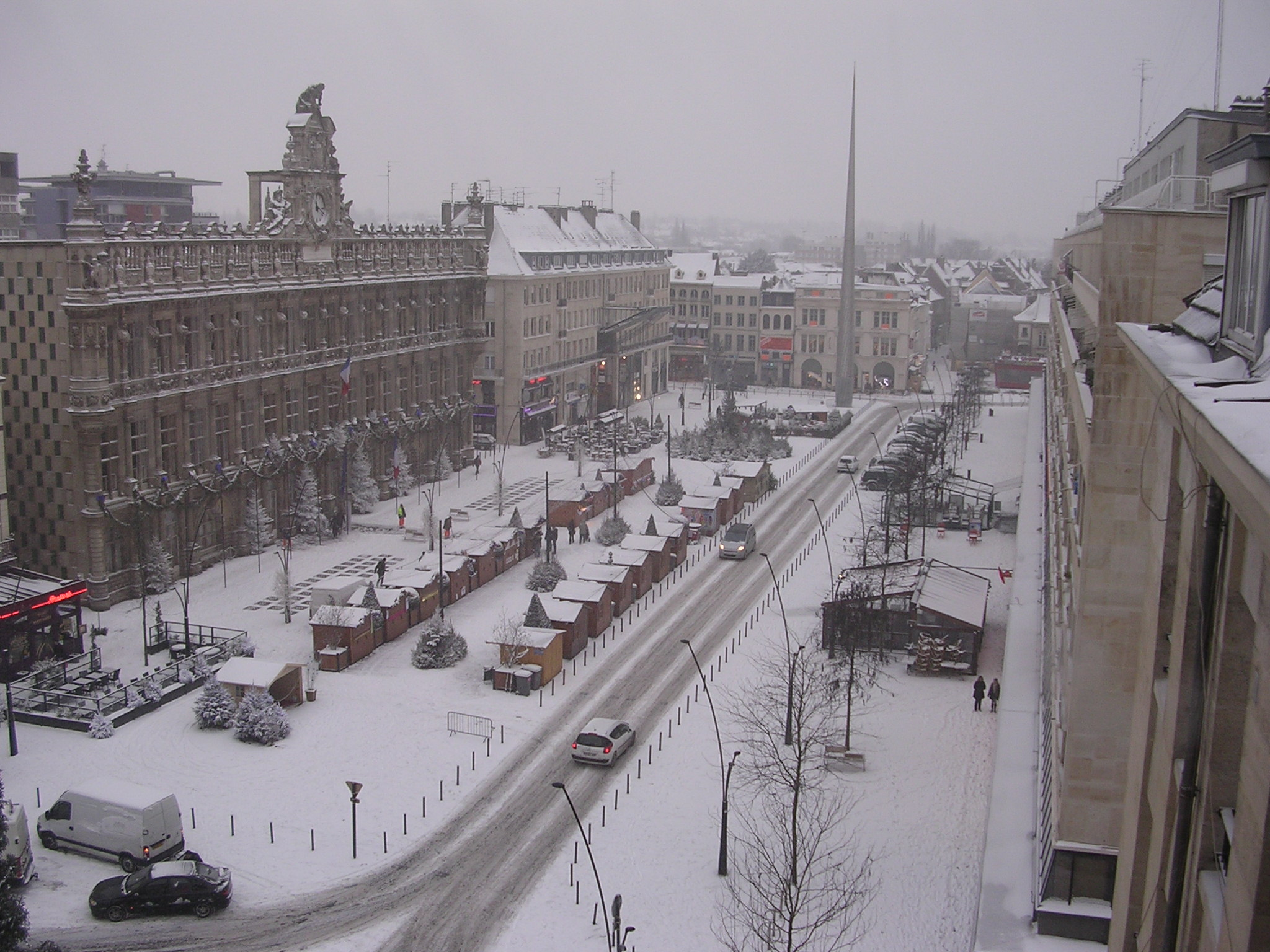
Place d'armes de Valenciennes.
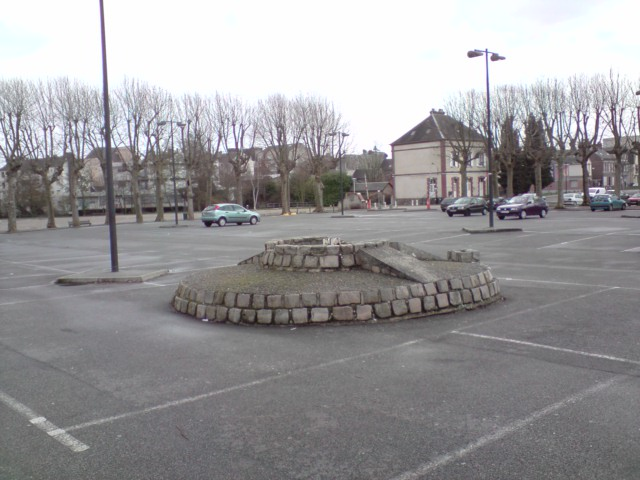
Ancienne place d'armes du quartier Tilly à Évreux.
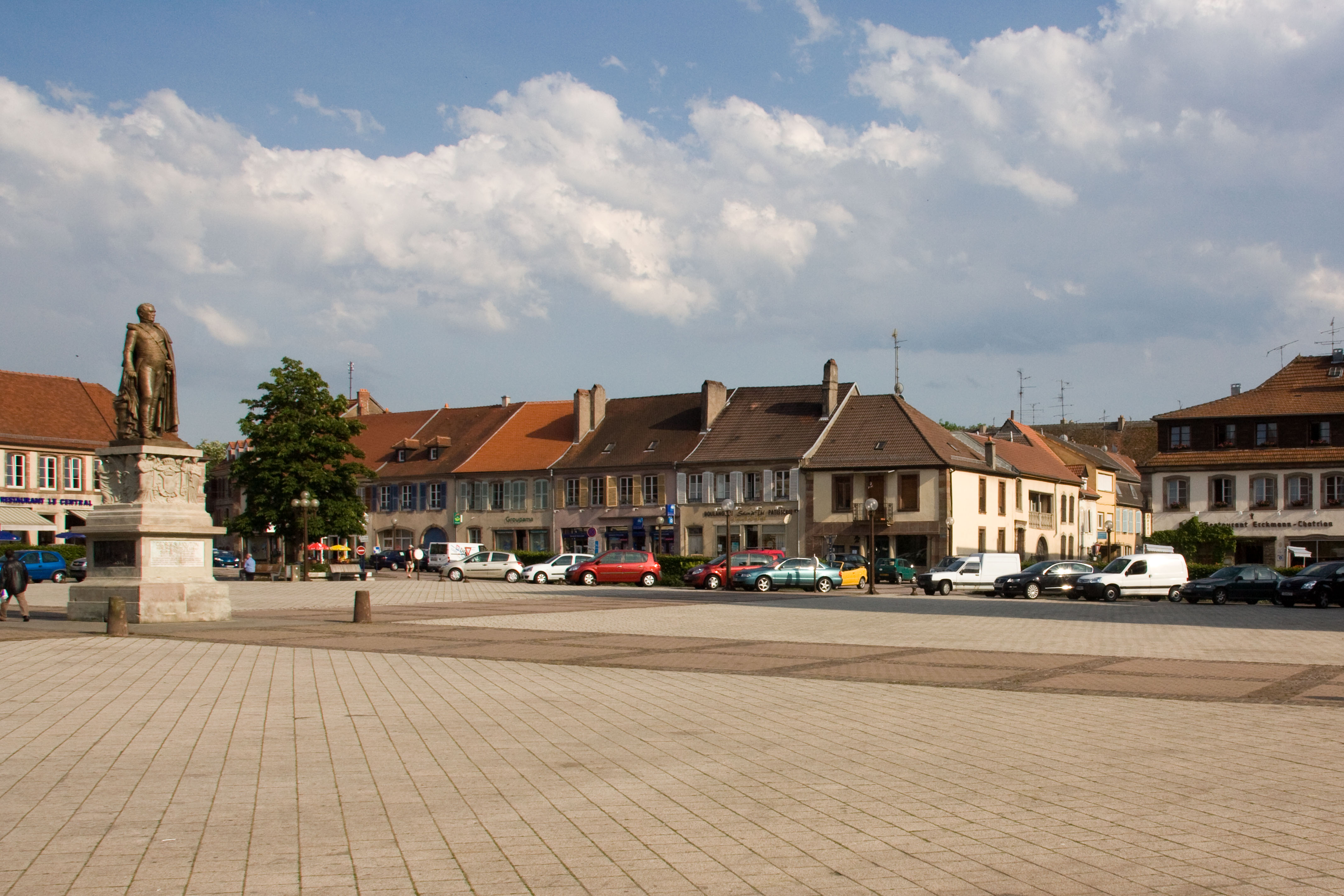
Place d'Armes de Phalsbourg.

### Grand-Duché de Luxembourg

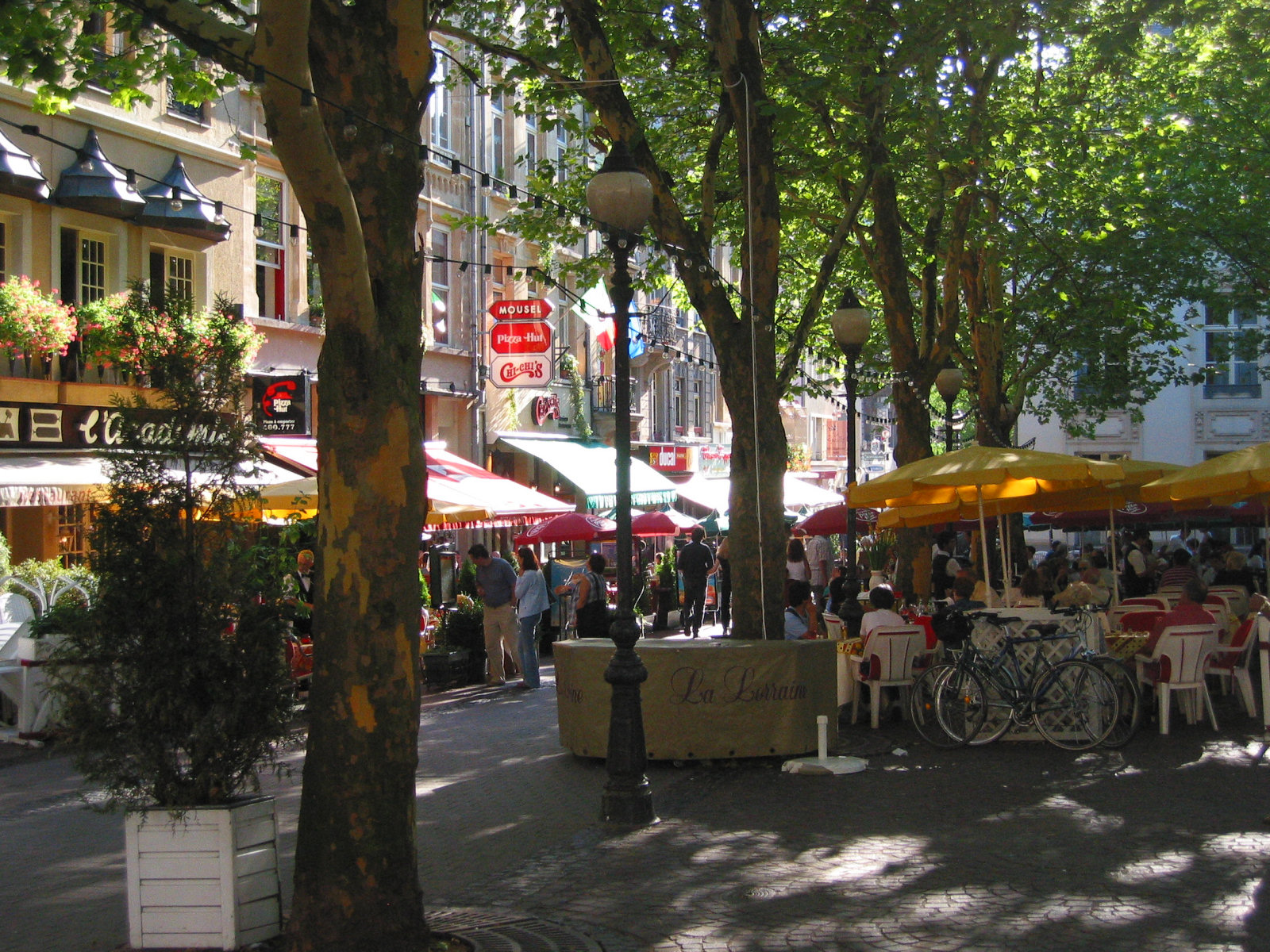
Place d'Armes de Luxembourg.

- La place d'Armes de Luxembourg.

### Suisse

Place d'armes de Zurich, Suisse (entre 1914 et 1918).

En Suisse, le terme place d'armes est utilisé pour désigner les casernes et terrains d'exercice militaire de l'Armée suisse.